# 愛宕山橫穴墓群
愛宕山橫穴墓群（日语：／ Atagoyamayokoanabogun）是位於日本宮城縣仙台市太白區向山4丁目愛宕山山腹的一處橫穴墓群，部分保持開口狀態，但有一些則未經調查便已被破壞，因此總數不明，其中有一個裝飾墓的玄室的牆壁是紅色的。

## 概要
愛宕山位於仙台平原西部的丘陵，附近是廣瀨川，其南北斜坡建有大量橫穴墓，即愛宕山橫穴墓群，與其附近大年寺山的橫穴墓群、茂崎橫穴墓群和宗禪寺橫穴墓群等並稱為向山橫穴墓群。橫穴推算建於飛鳥時代末期至奈良時代初期（7世紀後期至8世紀初期），當時陸奧國的國府位於現在的群山遺跡，而橫穴則位於它的東南面大約兩公里處，因此可能是由居住在國府或附近集落的人所建的。
1938年，包含大年寺山北部在內，愛宕山南北共有34處橫穴被發現，兩年後十數處遭到破壞，附圖指出愛宕山北部有3處、東部有3處、東南部有20處、其他類型或被破壞的則有9處，雖然無法對應各自的位置，但是由此可見因興建住宅和道路開發而被破壞的橫穴多不勝數破壊。
1973年以後，在南斜坡橫穴的調查中，共發現了28處，東南斜坡旁則發現了紅色壁畫的橫穴，北面就未有展開調查。
橫穴建於斜坡的中部位置，沿闊約1米的羨道進入後，通過有點狹窄的玄門便能到達玄室，部分橫穴沒有玄門，羨道的長度亦不明。玄室多為方形或台形，部分的四角為圓角，絕大多數的橫穴的一面都在1米至3米的範圍內。另外，有一個橫穴的床面部份一半鋪滿了石。
由於保存狀態不佳，陪葬品的詳細並不清楚，目前為止出土了 鐵刀、鐵鏃、須惠器、土師器和玻璃珠等等。

## 愛宕山裝飾橫穴古墳
在未有完全封閉的橫穴的附近，有一處被埋於土裡的裝飾橫穴古墳，其羨道長約2.5米、下方的闊度為1.15米，玄室呈正方形，壁畫則是入口前1.8米，盡頭1.9米，左邊1.65米和右邊1.8米，高約1.4米左右，圓頂。玄門前面則有大量石頭堵塞著，亦不見門的痕跡，這些都與其他橫穴不同。
玄室盡頭的牆壁有以紅色顏料畫成圓形或十字架，且不規律，陪葬品則是土師器的杯、刀子、5副人骨、不明的鐵製品、須惠器和土師器的碎片。
裝飾橫穴推測是建於7世紀中期或後期，由於內有壁畫，因此被葬者可能是建造橫穴的人之中地位較高。

## 考古調查
自古以來，愛宕山的橫穴未有封閉的狀態一直在當地為人所知，其後在1912年出版的地圖中北面的橫穴被標示為蝦夷穴。
1936年3月，由於道路開發而開山劈石時，發現了大量橫穴、人骨、直刀和須惠器，但是全部後來不知去向。
最早展開調查的清水東四郎在1937年時指出東南斜坡和北面斜坡共有橫穴34處，其後考古學家伊東信雄也實地調查了其中一處。
未被封閉的橫穴在第二次世界大戰期間當作防空洞使用，及後則被一般人當成貨倉，戰後隨著仙台市街開發起來，部份橫穴也遭到破壞。
興建愛宕大橋時，由於需要移去山的一端，因此仙台市展開了調查。1973年，仙台市調查了南面斜坡的10處橫穴中的九處，並且出土了一個須惠器和人骨。
1976年，東南斜坡進行修路期間，其中一個本來封閉的橫穴突然重見天日，並且在裡頭發現了人骨，接報到場的仙台南警察署認為可能是古人骨而聯絡了仙台市教育委員會，進行了緊急調查，並且發現了愛宕山橫穴中最為重要的裝飾橫穴，但是由於當時保存技術不足，因此調查後又再埋掉。
1991年9月至10月，在興建住宅前的考古調查中，從地底發現了橫穴18處，並且調查了其中的15處，儘管不少已經遭到破壞，但是仍然出土了直刀和玻璃珠等文物。

## 外部連結
- 仙台市の文化財
  - 愛宕山横穴墓群